# Blue Ribbon Awards
Les Blue Ribbon Awards (ブルーリボン賞, Burū Ribon Shō) sont des récompenses de cinéma japonaises remises chaque année par des critiques de cinéma. Ces récompenses existent depuis 1950.
L'organisateur actuel est l’Association des journalistes de cinéma de Tokyo (東京映画記者会, Tōkyō Eiga Kishakai), qui se compose de reporters de cinéma de sept journaux sportifs de Tokyo (Sports Hōchi, Daily Sports, Sankei Sports, Tokyo Chunichi Sports, Tokyo Sports, Sports Nippon et Nikkan Sports). À l'origine, le prix s'appelle le Prix de l'Association de la presse cinématographique de Tokyo (東京映画記者会賞, Tōkyō Eiga Kishakai Shō), mais est renommé Blue Ribbon Award par la suite. Les prix sont annoncés en janvier de chaque année, et la cérémonie de remise des récompenses a lieu en février.

## Historique
La cérémonie est créée en 1950 par l’Association des journalistes de cinéma de Tokyo et décerne le Prix de l'Association de la presse cinématographique de Tokyo. La première remise des prix a lieu le 22 mars 1951, au Tokyo Gekijo (ja) dans le quartier de Chūō-ku, à Tokyo. Entre 1953 et 1956, c'est le cinéma Namiki-za, dans le quartier de Ginza qui accueille la remise des récompenses.
En mars 1960, six grands journaux (Yomiuri Shinbun, Asahi Shinbun, Mainichi Shinbun, Sankei Shinbun, Tokyo Shinbun, Nihon Keizai Shinbun) et l'agence de presse Kyodo News mettent fin à leur participation au prix et organisent le Prix de l'Association de la presse cinématographique japonaise (日本映画記者会賞, Nihon Eiga Kishakai Shō) à partir de l'année suivante. La cérémonie est interrompue entre 1967 et 1974, en raison d'une série de scandales politiques (ja) et reprend à partir de 1975.

## Catégories
(décembre 2017).
Il est décliné en plusieurs récompenses :
- Meilleur film ;
- Meilleur acteur ;
- Meilleure actrice ;
- Meilleur acteur dans un second rôle (à partir de 1951) ;
- Meilleure actrice dans un second rôle (à partir de 1951) ;
- Meilleur film étranger (à partir de 1951) ;
- Meilleur espoir ;
- Meilleur scénario ;
- Meilleure photographie ;
- Meilleure musique de film (entre 1953 et 1966) ;
- Meilleur réalisateur ;
- Prix de l'acteur le plus populaire (entre 1953 et 1966) ;
- Contribution spéciale (récompense irrégulière, à partir de 1957).

## Palmarès
L'année indiquée est l'année de sortie du film au Japon. La cérémonie de remise des prix a lieu en février l'année suivante.

### Années 1950
| Année | Catégorie                             | Gagnant | Source |
| ----- | ------------------------------------- | --- | ------ |
| 1950  | Meilleur film                         | Quand nous nous reverrons... (また逢う日まで, Mata au hi made) | [ 2 ]  |
| 1950  | Meilleur réalisateur                  | Tadashi Imai (Quand nous nous reverrons...) | [ 2 ]  |
| 1950  | Meilleur acteur                       | Sō Yamamura (Les Sœurs Munakata (宗方姉妹, Munekata kyōdai) | [ 2 ]  |
| 1950  | Meilleure actrice                     | Chikage Awashima (Tenya wanya (てんやわんや) | [ 2 ]  |
| 1950  | Meilleur scénario                     | Akira Kurosawa et Shinobu Hashimoto (Rashōmon (羅生門) | [ 2 ]  |
| 1950  | Meilleure photographie                | Asakazu Nakai (Les Habits de la vanité (偽れる盛装, Itsuwareru seiso) | [ 2 ]  |
| 1950  | Meilleur espoir                       | Shin Saburi (Sursis (執行猶予, Shikkō yūyo) et Josei tai dansei (女性対男性) | [ 2 ]  |
| 1951  | Meilleur film                         | Le Repas (めし, Meshi) | [ 3 ]  |
| 1951  | Meilleur réalisateur                  | Yasujirō Ozu (Été précoce (麦秋, Bakushū) | [ 3 ]  |
| 1951  | Meilleur acteur                       | Toshiro Mifune (La Vie d'un marchand de chevaux (馬喰一代, Bakurō ichidai) et Qui connaît le cœur d'une femme ? (女ごころ誰が知る, Onnagokoro dare ka shiru)                      | [ 3 ]  |
| 1951  | Meilleure actrice                     | Setsuko Hara (Été précoce et Le Repas) | [ 3 ]  |
| 1951  | Meilleur acteur dans un second rôle   | Chishū Ryū (Le Plaisir en famille (我が家は楽し, Waga ya wa tanoshi) et Inochi uruwashi (命美わし)                                                                                | [ 3 ]  |
| 1951  | Meilleure actrice dans un second rôle | Haruko Sugimura (Été précoce, Le Repas et Inochi uruwashi (命美わし) | [ 3 ]  |
| 1951  | Meilleur film étranger                | Boulevard du crépuscule (Sunset Boulevard), États-Unis | [ 3 ]  |
| 1951  | Meilleur scénario                     | Sumie Tanaka (Le Plaisir en famille, Enfance (少年期, Shōnenki) et Le Repas) | [ 3 ]  |
| 1951  | Meilleure photographie                | Yūharu Atsuta (Le Plaisir en famille, Ano oka koete (あの丘越えて) et Été précoce)                                                                                                | [ 3 ]  |
| 1951  | Meilleur espoir                       | Rentarō Mikuni (Le Bon Démon (善魔, Zen-ma) et Feux d'artifice sur la mer (海の花火, Umi no hanabi)                                                                               | [ 3 ]  |
| 1952  | Meilleur film                         | L'Éclair (稲妻, Inazuma) | [ 4 ]  |
| 1952  | Meilleur réalisateur                  | Mikio Naruse (L'Éclair et La Mère (おかあさん, Okāsan) | [ 4 ]  |
| 1952  | Meilleur acteur                       | Aucun | [ 4 ]  |
| 1952  | Meilleur actrice                      | Isuzu Yamada (Ceux d'aujourd'hui (現代人, Gendai-jin) et Tempête sur Hakone (箱根風雲録, Hakone fūunroku)                                                                         | [ 4 ]  |
| 1952  | Meilleur acteur dans un second rôle   | Daisuke Katō (La Vendetta d'un samouraï : duel au coin de Kagiya (荒木又右衛門 決闘鍵屋の辻, Araki Mataemon: Kettō Kagiya no tsuji) et La Mère)                                   | [ 4 ]  |
| 1952  | Meilleur actrice dans un second rôle  | Chieko Nakakita (Oka wa hanazakari (丘は花ざかり) | [ 4 ]  |
| 1952  | Meilleur film étranger                | Monsieur Verdoux, États-Unis | [ 4 ]  |
| 1952  | Meilleur scénario                     | Ryōsuke Saitō (Pas de consultations aujourd'hui (本日休診, Honjitsu kyūshin) | [ 4 ]  |
| 1952  | Meilleure photographie                | Kazuo Miyagawa (Nuée d'oiseaux blancs (千羽鶴, Senbazuru) | [ 4 ]  |
| 1953  | Meilleur film                         | Eaux troubles (にごりえ, Nigorie) | [ 5 ]  |
| 1953  | Meilleur réalisateur                  | Tadashi Imai (La Tour des lys (ひめゆりの塔, Himeyuri no tō) | [ 5 ]  |
| 1953  | Meilleur acteur                       | Aucun | [ 5 ]  |
| 1953  | Meilleur actrice                      | Nobuko Otowa (Epitome (縮図, Shukuzu), Désirs (慾望, Yokubo) et La Vie d'une femme (女の一生, Onna no issho)                                                                      | [ 5 ]  |
| 1953  | Meilleur acteur dans un second rôle   | Eitarō Shindō (La Vie d'une femme et Les Musiciens de Gion (祇園囃子, Gion bayashi)                                                                                               | [ 5 ]  |
| 1953  | Meilleur actrice dans un second rôle  | Chieko Naniwa (Les Musiciens de Gion) | [ 5 ]  |
| 1953  | Meilleur film étranger                | Jeux interdits, France | [ 5 ]  |
| 1953  | Meilleur scénario                     | Keisuke Kinoshita (La Tragédie du Japon (日本の悲劇, Nihon no higeki), Lettre d'amour (恋文, Koibumi), Le Cœur sincère (まごころ, Magokoro) et Ai no sakyū (愛の砂丘)             | [ 5 ]  |
| 1953  | Meilleure photographie                | Mitsuo Miura (Là d'où l'on voit les cheminées (煙突の見える場所, Entotsu no mieru basho) et L'Oie sauvage (雁, Gan)                                                               | [ 5 ]  |
| 1953  | Meilleure musique de film             | Yasushi Akutagawa (Là d'où l'on voit les cheminées, Kumo nagaruru hate ni (雲ながるる果てに) et Yoru no owari (夜の終り)                                                          | [ 5 ]  |
| 1953  | Meilleur espoir                       | Yoshitarō Nomura (Jinanbō (次男坊), Gutei kenkei (愚弟賢兄), Kurama Tengu: Seimen yasha (鞍馬天狗 青面夜叉) et Kinpira sensei to ojōsan (きんぴら先生とお嬢さん)                  | [ 5 ]  |
| 1953  | Prix de l'acteur le plus populaire    | Kazuo Hasegawa | [ 5 ]  |
| 1954  | Meilleur film                         | Vingt-quatre prunelles (二十四の瞳, Nijūshi no hitomi) | [ 7 ]  |
| 1954  | Meilleur réalisateur                  | Kenji Mizoguchi (Les Amants crucifiés ((近松物語, Chikamatsu monogatari) | [ 7 ]  |
| 1954  | Meilleur acteur                       | Aucun | [ 7 ]  |
| 1954  | Meilleur actrice                      | Hideko Takamine (Vingt-quatre prunelles et Le Jardin des femmes (女の園, Onna no sono), et Quelque part sous le ciel immense (この広い空のどこかに, Kono hiroi sora no dokoka ni) | [ 7 ]  |
| 1954  | Meilleur acteur dans un second rôle   | Eijirō Tōno (Kuroi ushio (黒い潮) et Les Médailles (勲章, Kunsho) | [ 7 ]  |
| 1954  | Meilleur actrice dans un second rôle  | Yūko Mochizuki (Derniers Chrysanthèmes (晩菊, Bangiku) | [ 7 ]  |
| 1954  | Meilleur film étranger                | Le Salaire de la peur, France | [ 7 ]  |
| 1954  | Meilleur scénario                     | Keisuke Kinoshita (Vingt-quatre prunelles et Le Jardin des femmes (Onna no sono, 女の園)                                                                                          | [ 7 ]  |
| 1954  | Meilleure musique de film             | Fumio Hayasaka (Les Sept Samouraïs (七人の侍, Shichinin no samurai) et Les Amants crucifiés)                                                                                      | [ 7 ]  |
| 1954  | Meilleur espoir                       | Sō Yamamura (Kuroi ushio (黒い潮) | [ 7 ]  |
| 1955  | Meilleur film                         | Nuages flottants (浮雲, Ukigumo) | [ 8 ]  |
| 1955  | Meilleur réalisateur                  | Shirō Toyoda (La Relation matrimoniale (夫婦善哉, Meoto zenzai) | [ 8 ]  |
| 1955  | Meilleur acteur                       | Hisaya Morishige (La Relation matrimoniale) | [ 8 ]  |
| 1955  | Meilleur actrice                      | Chikage Awashima (La Relation matrimoniale) | [ 8 ]  |
| 1955  | Meilleur acteur dans un second rôle   | Daisuke Katō (Le Mont Fuji et la lance ensanglantée (血槍富士, Chiyari Fuji) et Voici une fontaine (ここに泉あり, Koko ni izumi ari)                                              | [ 8 ]  |
| 1955  | Meilleur actrice dans un second rôle  | Isuzu Yamada (Croissance (たけくらべ, Takekurabe) et Ishigassen (石合戦) | [ 8 ]  |
| 1955  | Meilleur film étranger                | À l'est d'Éden (East of Eden), États-Unis | [ 8 ]  |
| 1955  | Meilleur scénario                     | Ryūzō Kikushima (Otoko arite (男ありて) et Rokunin no ansatsusha (六人の暗殺者)                                                                                                   | [ 8 ]  |
| 1955  | Meilleure photographie                | Hiroshi Kusuda (Tōi kumo (遠い雲) et Comme une fleur des champs (野菊の如き君なりき, Nogiku no gotoki kimi nariki)                                                                | [ 8 ]  |
| 1955  | Meilleure musique de film             | Akira Ifukube (La Belle et le Dragon (美女と怪龍, Bijo to kairyu) | [ 8 ]  |
| 1955  | Meilleur espoir                       | Tsuneo Kobayashi (Shūdensha no shi bijin (終電車の死美人) et Bōryoku gai (暴力街)                                                                                                 | [ 8 ]  |
| 1955  | Prix de l'acteur le plus populaire    | Chiezō Kataoka (Le Mont Fuji et la Lance ensanglantée et Hiryū musō (飛龍無双) et sa carrière)                                                                                    | [ 8 ]  |
| 1956  | Meilleur film                         | Ombres en plein jour (真昼の暗黒, Mahiru no ankoku) | [ 9 ]  |
| 1956  | Meilleur réalisateur                  | Tadashi Imai (Ombres en plein jour) | [ 9 ]  |
| 1956  | Meilleur acteur                       | Keiji Sada (Je t’achèterai (あなた買います, Anata Kaimasu) et Récit du tumulte d'un typhon (台風騒動記, Taifū sōdōki)                                                             | [ 9 ]  |
| 1956  | Meilleur actrice                      | Isuzu Yamada (Boshizō (母子像), Le Chat, son maître et ses deux maîtresses (猫と庄造と二人のをんな, Neko to shōzō to futari no onna) et Au gré du courant (流れる, Nagareru)      | [ 9 ]  |
| 1956  | Meilleur acteur dans un second rôle   | Jun Tatara (Tsuruhachi Tsurujirō (鶴八鶴次郎), Je t’achèterai (あなた買います, Anata Kaimasu) et Récit du tumulte d'un typhon (台風騒動記, Taifū sōdōki)                          | [ 9 ]  |
| 1956  | Meilleur actrice dans un second rôle  | Yoshiko Kuga (Nuages au crépuscule (夕やけ雲, Yūyake-gumo), Jōshū to tomo ni (女囚と共に) et Le Soleil et la Rose (太陽とバラ)                                                    | [ 9 ]  |
| 1956  | Meilleur film étranger                | Gervaise, France | [ 9 ]  |
| 1956  | Meilleur scénario                     | Shinobu Hashimoto (Ombres en plein jour) | [ 9 ]  |
| 1956  | Meilleure photographie                | Mitsuo Miura (Byaku fujin no yoren (白夫人の妖恋) et Le Chat, Shozo et ses deux maitresses)                                                                                       | [ 9 ]  |
| 1956  | Meilleure musique de film             | Akira Ifukube (Biruma no tategoto (ビルマの竪琴), Ombres en plein jour et Feu follet (鬼火, Onibi)                                                                                | [ 9 ]  |
| 1956  | Meilleur espoir                       | Yoshirō Kawazu (Eyes of Children et Namida (涙) | [ 9 ]  |
| 1956  | Prix de l'acteur le plus populaire    | Utaemon Ichikawa (Hatamoto taikutsu otoko (旗本退屈男) | [ 9 ]  |
| 1957  | Meilleur film                         | Gens de rizière (米, Kome) | [ 10 ] |
| 1957  | Meilleur réalisateur                  | Tadashi Imai (Gens de rizière et Un amour pur (純愛物語, Jun'ai monogatari) | [ 10 ] |
| 1957  | Meilleur acteur                       | Frankie Sakai (Chronique du soleil à la fin de l'ère Edo (幕末太陽伝, Bakumatsu taiyōden) et Shiawase wa orera no negai (倖せは俺等のねがい)                                      | [ 10 ] |
| 1957  | Meilleur actrice                      | Yūko Mochizuki (Gens de rizière et Unagitori (うなぎとり) | [ 10 ] |
| 1957  | Meilleur acteur dans un second rôle   | Kōji Mitsui (Le Quartier des fous (気違い部落, Kichigai buraku) et Les Bas-fonds (どん底, Donzoko)                                                                                | [ 10 ] |
| 1957  | Meilleur actrice dans un second rôle  | Keiko Awaji (Kottaisan yori: Nyotai wa kanashiku (太夫さんより 女体は哀しく) et Le Faubourg (下町, Shitamachi)                                                                    | [ 10 ] |
| 1957  | Meilleur film étranger                | La strada, Italie | [ 10 ] |
| 1957  | Meilleur scénario                     | Ryūzō Kikushima (Le Quartier des fous) | [ 10 ] |
| 1957  | Meilleure musique de film             | Ikuma Dan (Pays de neige (雪国, Yukiguni) et Mesopotamia (メソポタミア) | [ 10 ] |
| 1957  | Meilleur espoir                       | Yūjirō Ishihara (Shōrisha (勝利者) | [ 10 ] |
| 1957  | Prix de l'acteur le plus populaire    | Kunio Watanabe | [ 10 ] |
| 1957  | Contribution spéciale                 | Ryūichi Yokoyama (Fukusuke (ふくすけ) | [ 10 ] |
| 1958  | Meilleur film                         | La Forteresse cachée (隠し砦の三悪人, Kakushi toride no san akunin) | [ 11 ] |
| 1958  | Meilleur réalisateur                  | Tomotaka Tasaka (La Forteresse cachée) | [ 11 ] |
| 1958  | Meilleur acteur                       | Raizō Ichikawa VIII (Le Pavillon d'or (炎上, Enjō) et Les Fourberies de Benten Kozō (弁天小僧, Benten Kozō)                                                                       | [ 11 ] |
| 1958  | Meilleur actrice                      | Fujiko Yamamoto (Le Héron blanc (白鷺, Shirasagi), Fleurs d'équinoxe (彼岸花, Higanbana)                                                                                          | [ 11 ] |
| 1958  | Meilleur acteur dans un second rôle   | Ganjirō Nakamura (Le Pavillon d'or et Nuages d'été (鰯雲, Iwashigumo) | [ 11 ] |
| 1958  | Meilleur actrice dans un second rôle  | Misako Watanabe (Désir inassouvi (果しなき欲望, Hateshinaki yokubō) | [ 11 ] |
| 1958  | Meilleur film étranger                | Le Vieil Homme et la Mer (The Old Man and the Sea), États-Unis | [ 11 ] |
| 1958  | Meilleur scénario                     | Shinobu Hashimoto (Le Guet-apens (張込み, Harikomi) et Nuages d'été) | [ 11 ] |
| 1958  | Meilleure photographie                | Kazuo Miyagawa (Le Pavillon d'or et Les Fourberies de Benten Kozō) | [ 11 ] |
| 1958  | Meilleure musique de film             | Yasushi Akutagawa (Hadaka no taiyō (裸の太陽) | [ 11 ] |
| 1958  | Meilleur espoir                       | Shōhei Imamura (Désirs volés (盗まれた欲情, Nusumareta yokujō) et Désir inassouvi)                                                                                                | [ 11 ] |
| 1958  | Prix de l'acteur le plus populaire    | Kinnosuke Nakamura (Isshin Tasuke - Tenka no ichidaiji (一心太助 天下の一大事) | [ 11 ] |
| 1958  | Contribution spéciale                 | Le Serpent blanc (白蛇伝, Hakuja den) | [ 11 ] |
| 1959  | Meilleur film                         | Kiku et Isamu (キクとイサム, Kiku to Isamu) | [ 12 ] |
| 1959  | Meilleur réalisateur                  | Kon Ichikawa (L'Étrange Obsession (鍵, Kagi) et Feux dans la plaine (野火, Nobi)                                                                                                  | [ 12 ] |
| 1959  | Meilleur acteur                       | Hiroyuki Nagato (Mon deuxième frère (にあんちゃん, Nianchan) | [ 12 ] |
| 1959  | Meilleur actrice                      | Tanie Kitabayashi (Kiku et Isamu) | [ 12 ] |
| 1959  | Meilleur acteur dans un second rôle   | Shōichi Ozawa (Mon deuxième frère) | [ 12 ] |
| 1959  | Meilleur actrice dans un second rôle  | Michiyo Aratama (La Condition de l'homme (人間の條件, Ningen no jōken), La Condition de l'homme (人間の條件, Ningen no jōken) et Watashi wa kani ni naritai (私は貝になりたい)    | [ 12 ] |
| 1959  | Meilleur film étranger                | Douze Hommes en colère (12 Angry Men), États-Unis | [ 12 ] |
| 1959  | Meilleur scénario                     | Yōko Mizuki (Kiku et Isamu) | [ 12 ] |
| 1959  | Meilleure photographie                | Setsuo Kobayashi (Feux dans la plaine) | [ 12 ] |
| 1959  | Meilleure musique de film             | Hikaru Hayashi (Heureux Dragon n°5 (第五福竜丸, Daigo Fukuryu-Maru), Le Chant de la carriole (荷車の歌, Niguruma no uta) et Le Mur humain (人間の壁, Ningen no kabe)              | [ 12 ] |
| 1959  | Prix de l'acteur le plus populaire    | Ryūnosuke Tsukigata | [ 12 ] |
| 1959  | Contribution spéciale                 | Personnel et distribution de Keishichō monogatari (警視庁物語) | [ 12 ] |

### Années 1960
| Année | Catégorie                            | Gagnant | Source |
| ----- | ------------------------------------ | --- | ------ |
| 1960  | Meilleur film                        | Tendre et folle adolescence (おとうと, Otōto) | [ 13 ] |
| 1960  | Meilleur réalisateur                 | Kon Ichikawa (Tendre et folle adolescence) | [ 13 ] |
| 1960  | Meilleur acteur                      | Rentarō Mikuni (Ōinaru tabiji (大いなる旅路) | [ 13 ] |
| 1960  | Meilleur actrice                     | Keiko Kishi (Tendre et folle adolescence) | [ 13 ] |
| 1960  | Meilleur acteur dans un second rôle  | Masao Oda (La Rivière Fuefuki (笛吹川, Fuefukigawa) et Bokutō kidan (墨東綺譚) | [ 13 ] |
| 1960  | Meilleur actrice dans un second rôle | Tamao Nakamura (Le Fils de famille (ぼんち, Bonchi) et Le Passage du grand Bouddha (大菩薩峠, Daibosatsu tōge)                                                                       | [ 13 ] |
| 1960  | Meilleur film étranger               | Le Dernier Rivage (On the Beach), États-Unis | [ 13 ] |
| 1960  | Meilleur scénario                    | Aucun | [ 13 ] |
| 1960  | Meilleure photographie               | Kazuo Miyagawa (Tendre et folle adolescence) | [ 13 ] |
| 1960  | Meilleure musique de film            | Riichiro Manabe (L’Enterrement du soleil (太陽の墓場, Taiyo no hakaba) | [ 13 ] |
| 1960  | Meilleur espoir                      | Nagisa Ōshima (Contes cruels de la jeunesse (青春残酷物語, Seishun zankoku monogatari)                                                                                               | [ 13 ] |
| 1960  | Prix de l'acteur le plus populaire   | Keiju Kobayashi | [ 13 ] |
| 1960  | Contribution spéciale                | Satsuo Yamamoto et l'équipe de production de Bataille sans armes (武器なき斗い, Buki naki tatakai)                                                                                   | [ 13 ] |
| 1961  | Meilleur film                        | Cochons et Cuirassés (豚と軍艦, Buta to gunkan) | [ 14 ] |
| 1961  | Meilleur réalisateur                 | Daisuke Itō (Le Conspirateur (反逆児, Hangyakuji) | [ 14 ] |
| 1961  | Meilleur acteur                      | Toshirō Mifune (Le Garde du corps (用心棒, Yōjinbō) et Ánimas Trujano) | [ 14 ] |
| 1961  | Meilleur actrice                     | Ayako Wakao (Les femmes naissent deux fois (女は二度生れる, Onna wa nido umareru), Confessions d'une épouse (妻は告白する, Tsuma wa kokuhaku suru) et L'Âge du mariage (婚期, Konki) | [ 14 ] |
| 1961  | Meilleur acteur dans un second rôle  | Sō Yamamura (Les Lumières du port (あれが港の灯だ, Arega minato no hi da) et Kakō (河口)                                                                                             | [ 14 ] |
| 1961  | Meilleur actrice dans un second rôle | Hizuru Takachiho (Haitoku no mesu (背徳のメス) et Zero no shōten (ゼロの焦点) | [ 14 ] |
| 1961  | Meilleur film étranger               | La ciociara, Italie | [ 14 ] |
| 1961  | Meilleur scénario                    | Zenzō Matsuyama (Le Bonheur est en nous (名もなく貧しく美しく, Na mo naku mazushiku utsukushiku) et Les Deux Fils (二人の息子, Futari no musuko)                                     | [ 14 ] |
| 1961  | Meilleure musique de film            | Masaru Satō (Minami no kaze to nami (南の風と波) et L'Enfant nu (はだかっ子, Hadakakko)                                                                                              | [ 14 ] |
| 1961  | Meilleur espoir                      | Shima Iwashita (Voyage de mon amour (わが恋の旅路, Waga koi no tabiji) | [ 14 ] |
| 1961  | Prix de l'acteur le plus populaire   | Hibari Misora | [ 14 ] |
| 1961  | Contribution spéciale                | Toshirō Mifune | [ 14 ] |
| 1962  | Meilleur film                        | La Ville des coupoles (キューポラのある街, Kyūpora no aru machi) | [ 15 ] |
| 1962  | Meilleur réalisateur                 | Kon Ichikawa (J'ai deux ans (私は二歳, Watashi wa nisai) et Le Serment rompu (破戒, Hakai)                                                                                           | [ 15 ] |
| 1962  | Meilleur acteur                      | Tatsuya Nakadai (Hara-kiri (切腹, Seppuku) | [ 15 ] |
| 1962  | Meilleur actrice                     | Sayuri Yoshinaga (La Ville des coupoles) | [ 15 ] |
| 1962  | Meilleur acteur dans un second rôle  | Yūnosuke Itō (Le Secret du ninja (忍びの者, Shinobi no mono) | [ 15 ] |
| 1962  | Meilleur actrice dans un second rôle | Kyōko Kishida (Le Serment rompu et Le Goût du saké (秋刀魚の味, Sanma no aji) | [ 15 ] |
| 1962  | Meilleur film étranger               | Les Raisins de la colère (The Grapes of Wrath), États-Unis | [ 15 ] |
| 1962  | Meilleur scénario                    | Shinobu Hashimoto (Hara-kiri) | [ 15 ] |
| 1962  | Meilleure musique de film            | Tōru Takemitsu (Hara-kiri) | [ 15 ] |
| 1962  | Meilleur espoir                      | Kirio Urayama (La Ville des coupoles) | [ 15 ] |
| 1962  | Prix de l'acteur le plus populaire   | Junzaburō Ban | [ 15 ] |
| 1962  | Contribution spéciale                | Denjirō Ōkōchi | [ 15 ] |
| 1963  | Meilleur film                        | La Femme insecte (にっぽん昆虫記, Nippon konchūki) | [ 16 ] |
| 1963  | Meilleur réalisateur                 | Shōhei Imamura (La Femme insecte) | [ 16 ] |
| 1963  | Meilleur acteur                      | Kinnosuke Nakamura (Contes cruels du Bushido (武士道残酷物語, Bushidō zankoku monogatari)                                                                                            | [ 16 ] |
| 1963  | Meilleur actrice                     | Sachiko Hidari (La Femme insecte, Elle et lui (彼女と彼, Kanojo to kare) | [ 16 ] |
| 1963  | Meilleur acteur dans un second rôle  | Yūnosuke Itō (Le Secret du ninja (五番町夕霧楼, Shinobi no mono) | [ 16 ] |
| 1963  | Meilleur actrice dans un second rôle | Yōko Minamida (Keirin shōnin gyōjōki (競輪上人行状記) et Samurai no ko (サムライの子)                                                                                                | [ 16 ] |
| 1963  | Meilleur film étranger               | Les Dimanches de Ville-d'Avray, France | [ 16 ] |
| 1963  | Meilleur scénario                    | Shōhei Imamura, Keiji Hasebe (La Femme insecte) | [ 16 ] |
| 1963  | Meilleure photographie               | Tōichirō Narushima (Kyoto (古都, Koto) | [ 16 ] |
| 1963  | Meilleure musique de film            | Tōru Takemitsu (Kyoto) | [ 16 ] |
| 1963  | Meilleur espoir                      | Jun'ya Satō (Rikugun zangyaku monogatari (陸軍残虐物語) | [ 16 ] |
| 1963  | Prix de l'acteur le plus populaire   | Shintarō Katsu (Zatoïchi (座頭市, zatōichi) | [ 16 ] |
| 1963  | Contribution spéciale                | Yūzō Kawashima | [ 16 ] |
| 1964  | Meilleur film                        | La Femme des sables (砂の女, Suna no Onna) | [ 17 ] |
| 1964  | Meilleur réalisateur                 | Hiroshi Teshigahara (La Femme des sables) | [ 17 ] |
| 1964  | Meilleur acteur                      | Keiju Kobayashi (Peut-on vivre ainsi ? (われ一粒の麦なれど, Ware hitotsubu no mugi naredo)                                                                                           | [ 17 ] |
| 1964  | Meilleur actrice                     | Shima Iwashita (Le Camélia à cinq pétales (五瓣の椿, Goben no tsubaki) | [ 17 ] |
| 1964  | Meilleur acteur dans un second rôle  | Kō Nishimura (Désir meurtrier (赤い殺意, Akai satsui) | [ 17 ] |
| 1964  | Meilleur actrice dans un second rôle | Jitsuko Yoshimura (Onibaba (鬼婆) | [ 17 ] |
| 1964  | Meilleur film étranger               | Le Lys des champs (Lilies of the Field), États-Unis | [ 17 ] |
| 1964  | Meilleur scénario                    | Takeo Kunihiro (Bakumatsu zankoku monogatari (幕末残酷物語) | [ 17 ] |
| 1964  | Meilleure photographie               | Kiyomi Kuroda (Onibaba) | [ 17 ] |
| 1964  | Meilleur espoir                      | Mako Midori (Nihiki no mesu inu (二匹の牝犬) | [ 17 ] |
| 1964  | Prix de l'acteur le plus populaire   | Sayuri Yoshinaga | [ 17 ] |
| 1964  | Contribution spéciale                | Keiji Sada | [ 17 ] |
| 1965  | Meilleur film                        | Barberousse (赤ひげ, Akahige) | [ 18 ] |
| 1965  | Meilleur réalisateur                 | Satsuo Yamamoto (Les Contes du voleur japonais (にっぽん泥棒物語, Nippon dorobō monogatari) et La Chaise du témoin (証人の椅子, Shōnin no isu)                                       | [ 18 ] |
| 1965  | Meilleur acteur                      | Toshirō Mifune (Barberousse) | [ 18 ] |
| 1965  | Meilleur actrice                     | Ayako Wakao (La Femme de Seisaku (清作の妻, Seisaku no tsuma) et Vague d'ombre (波影, Nami kage)                                                                                     | [ 18 ] |
| 1965  | Meilleur acteur dans un second rôle  | Takahiro Tamura (Le Soldat yakuza (兵隊やくざ, Heitai yakuza) | [ 18 ] |
| 1965  | Meilleur actrice dans un second rôle | Terumi Niki (Barberousse) | [ 18 ] |
| 1965  | Meilleur film étranger               | Mary Poppins, États-Unis | [ 18 ] |
| 1965  | Meilleur scénario                    | Naoyuki Suzuki (Le Détroit de la faim (飢餓海峡, Kiga kaikyō) | [ 18 ] |
| 1965  | Meilleure photographie               | Kōzō Okazaki (Rokujo yukiyama tsumugi (六條ゆきやま紬) | [ 18 ] |
| 1965  | Meilleure musique de film            | Toshirō Mayuzumi (Tokyo Olympiades (東京オリンピック, Tōkyō Orinpikku) | [ 18 ] |
| 1965  | Meilleur espoir                      | Kei Kumai (L'Archipel du Japon (日本列島, Nihon rettō) | [ 18 ] |
| 1965  | Prix de l'acteur le plus populaire   | Hitoshi Ueki | [ 18 ] |
| 1966  | Meilleur film                        | La Tour d'ivoire (白い巨塔, Shiroi Kyoto) | [ 19 ] |
| 1966  | Meilleur réalisateur                 | Yōji Yamada (Si j'avais de la chance (運が良けりゃ, Un ga yokerya) | [ 19 ] |
| 1966  | Meilleur acteur                      | Hajime Hana (Si j'avais de la chance) | [ 19 ] |
| 1966  | Meilleur actrice                     | Yōko Tsukasa (Les Dames de Kimoto (紀ノ川, Kinokawa) | [ 19 ] |
| 1966  | Meilleur acteur dans un second rôle  | Katsuo Nakamura (Le Lac des larmes (湖の琴, Umi no koto) | [ 19 ] |
| 1966  | Meilleur actrice dans un second rôle | Nobuko Otowa (L'Instinct (本能, Honnō) | [ 19 ] |
| 1966  | Meilleur film étranger               | Un homme et une femme, France | [ 19 ] |
| 1966  | Meilleur scénario                    | Shinobu Hashimoto (La Tour d'ivoire (白い巨塔, Shiroi Kyoto) | [ 19 ] |
| 1966  | Meilleure musique de film            | Tōru Takemitsu (Les Dames de Kimoto) | [ 19 ] |
| 1966  | Meilleur espoir                      | Tetsuya Watari (Cœur de Hiroshima (愛と死の記録, Ai to shi no kiroku) | [ 19 ] |
| 1966  | Prix de l'acteur le plus populaire   | Yūzō Kayama pour la série Wakadaishō (若大将シリーズ) | [ 19 ] |

### Années 1970
| Année | Catégorie                            | Gagnant | Source |
| ----- | ------------------------------------ | --- | ------ |
| 1975  | Meilleur film                        | Les Fossiles (化石, Kaseki) | [ 20 ] |
| 1975  | Meilleur réalisateur                 | Kinji Fukasaku (Le Cimetière de la morale (仁義の墓場, Jingi no hakaba) et Police contre Syndicat du crime (県警対組織暴力, Kenkei tai soshiki bōryoku) | [ 20 ] |
| 1975  | Meilleur acteur                      | Bunta Sugawara (Police contre Syndicat du crime, Torakku Yarô: Goiken Muyō (トラック野郎・御意見無用) et Torakku yarō: Bakusō ichiban hoshi (トラック野郎・爆走一番星)                                                                                     | [ 20 ] |
| 1975  | Meilleur actrice                     | Ruriko Asaoka (C'est dur d'être un homme : Un parapluie pour deux (男はつらいよ 寅次郎相合い傘, Otoko wa tsurai yo: Torajirō aiaigasa) | [ 20 ] |
| 1975  | Meilleur acteur dans un second rôle  | Yoshio Harada (Les Préparatifs de la fête (祭りの準備, Matsuri no junbi) et Cache-cache pastoral (田園に死す, Den-en ni shisu) | [ 20 ] |
| 1975  | Meilleur actrice dans un second rôle | Chieko Baishō (C'est dur d'être un homme : Un parapluie pour deux) | [ 20 ] |
| 1975  | Meilleur film étranger               | Lenny (film), États-Unis | [ 20 ] |
| 1975  | Meilleur espoir                      | Tomokazu Miura (Izu no Odoriko (伊豆の踊子)) et Shinobu Ōtake (La Porte de la jeunesse (青春の門, Seishun no mon) | [ 20 ] |
| 1976  | Meilleur film                        | La Berceuse de la grande terre (大地の子守歌, Daichi no komoriuta) | [ 22 ] |
| 1976  | Meilleur réalisateur                 | Shigeyuki Yamane (Saraba natsu no hikari yo (さらば夏の光よ) et Permanent Blue: Manatsu no koi (パーマネント・ブルー 真夏の恋) | [ 22 ] |
| 1976  | Meilleur acteur                      | Tetsuya Watari (Tombe de yakuza et fleur de gardénia (やくざの墓場 くちなしの花, Yakuza no hakaba: Kuchinashi no hana) | [ 22 ] |
| 1976  | Meilleur actrice                     | Kumiko Akiyoshi (Saraba natsu no hikari yo (さらば夏の光よ) et Frère ainé, sœur cadette (あにいもうと, Ani imōto) | [ 22 ] |
| 1976  | Meilleur acteur dans un second rôle  | Hideji Ōtaki (Zone stérile (不毛地帯, Fumō chitai) et Frère ainé, sœur cadette) | [ 22 ] |
| 1976  | Meilleur actrice dans un second rôle | Mieko Takamine (Le Complot de la famille Inugami (犬神家の一族, Inugami-ke no ichizoku) | [ 22 ] |
| 1976  | Meilleur film étranger               | Taxi Driver, États-Unis | [ 22 ] |
| 1976  | Meilleur espoir                      | Mieko Harada (La Berceuse de la grande terre et Le Meurtrier de la jeunesse (青春の殺人者, Seishun no satsujinsha) | [ 22 ] |
| 1977  | Meilleur film                        | Les Mouchoirs jaunes du bonheur (幸福の黄色いハンカチ, Shiawase no kiiroi hankachi) | [ 23 ] |
| 1977  | Meilleur réalisateur                 | Yōji Yamada (Les Mouchoirs jaunes du bonheur) | [ 23 ] |
| 1977  | Meilleur acteur                      | Ken Takakura (Mont Hakkoda (八甲田山, Hakkodasan) et Les Mouchoirs jaunes du bonheur) | [ 23 ] |
| 1977  | Meilleur actrice                     | Shima Iwashita (Orin la proscrite (はなれ瞽女おりん, Hanare goze Orin) | [ 23 ] |
| 1977  | Meilleur acteur dans un second rôle  | Tomisaburō Wakayama (Sugata Sanshiro (姿三四郎) et La Ballade du diable (悪魔の手毬唄, Akuma no temari-uta) | [ 23 ] |
| 1977  | Meilleur actrice dans un second rôle | Kaori Momoi (Les Mouchoirs jaunes du bonheur) | [ 23 ] |
| 1977  | Meilleur film étranger               | Rocky (film, 1976), États-Unis | [ 23 ] |
| 1977  | Meilleur espoir                      | Nobuhiko Ōbayashi (House (ハウス, Hausu) | [ 23 ] |
| 1978  | Meilleur film                        | Un joueur de base-ball nommé Third (サード, Third) | [ 24 ] |
| 1978  | Meilleur réalisateur                 | Yoshitarō Nomura (L'Été du démon (鬼畜, Kichiku) et L'Incident (事件, Jiken) | [ 24 ] |
| 1978  | Meilleur acteur                      | Ken Ogata (L'Été du démon) | [ 24 ] |
| 1978  | Meilleur actrice                     | Meiko Kaji (Suicides d'amour à Sonezaki (曾根崎心中, Sonezaki Shinjū) | [ 24 ] |
| 1978  | Meilleur acteur dans un second rôle  | Tsunehiko Watase (L'Incident et Last of the Ako Clan (赤穂城断絶, Akō-jō danzetsu) | [ 24 ] |
| 1978  | Meilleur actrice dans un second rôle | Junko Miyashita (Dainamaito Dondon (ダイナマイトどんどん) et Bandit contre samouraï (雲霧仁左衛門, Kumokiri Nizaemon) | [ 24 ] |
| 1978  | Meilleur film étranger               | Violence et Passion, France/ Italie | [ 24 ] |
| 1978  | Meilleur espoir                      | Toshiyuki Nagashima (Un joueur de base-ball nommé Third) | [ 24 ] |
| 1979  | Meilleur film                        | La vengeance est à moi (復讐するは我にあり, Fukushū suru wa ware ni ari) | [ 25 ] |
| 1979  | Meilleur réalisateur                 | Shōhei Imamura (La vengeance est à moi) | [ 25 ] |
| 1979  | Meilleur acteur                      | Tomisaburō Wakayama (Shōdō satsujin: Musuko yo (衝動殺人 息子よ) | [ 25 ] |
| 1979  | Meilleur actrice                     | Kaori Momoi (Au revoir la vie facile (もう頬づえはつかない, Mō hōzue wa tsukanai), Kamisama No Kureta Akanbō (神様のくれた赤ん坊) et C'est dur d'être un homme : Tora-san ange gardien (男はつらいよ 翔んでる寅次郎, Otoko wa tsurai yo: Tonderu Torajirō) | [ 25 ] |
| 1979  | Meilleur acteur dans un second rôle  | Rentarō Mikuni (La vengeance est à moi) | [ 25 ] |
| 1979  | Meilleur actrice dans un second rôle | Mitsuko Baishō (La vengeance est à moi) | [ 25 ] |
| 1979  | Meilleur film étranger               | Voyage au bout de l'enfer (The Deer Hunter), États-Unis | [ 25 ] |
| 1979  | Meilleur espoir                      | Kenichi Kaneda (Mahiru nari (正午なり) | [ 25 ] |

### Années 1980
| Année | Catégorie                            | Gagnant | Source |
| ----- | ------------------------------------ | --- | ------ |
| 1980  | Meilleur film                        | Kagemusha, l'Ombre du guerrier (影武者, Kagemusha) | [ 26 ] |
| 1980  | Meilleur réalisateur                 | Seijun Suzuki (Mélodie tzigane (ツィゴイネルワイゼン, Zigeunerweisen) | [ 26 ] |
| 1980  | Meilleur acteur                      | Tatsuya Nakadai (Kagemusha, l'Ombre du guerrier et 203 kōchi (二百三高地) | [ 26 ] |
| 1980  | Meilleur actrice                     | Yukiyo Toake (Furueru shita (震える舌) | [ 26 ] |
| 1980  | Meilleur acteur dans un second rôle  | Tetsurō Tanba (203 kōchi) | [ 26 ] |
| 1980  | Meilleur actrice dans un second rôle | Mariko Kaga (Yūgure made (夕暮まで) | [ 26 ] |
| 1980  | Meilleur film étranger               | Kramer contre Kramer (Kramer vs. Kramer), États-Unis | [ 26 ] |
| 1980  | Meilleur espoir                      | Daisuke Ryu (Kagemusha, l'Ombre du guerrier (影武者, Kagemusha) | [ 26 ] |
| 1981  | Meilleur film                        | La Rivière de boue (泥の河, Doro no kawa) | [ 27 ] |
| 1981  | Meilleur réalisateur                 | Kichitarō Negishi (Orage lointain (遠雷, Enrai) et Kurutta kajitsu (狂った果実) | [ 27 ] |
| 1981  | Meilleur acteur                      | Toshiyuki Nagashima (Orage lointain) | [ 27 ] |
| 1981  | Meilleur actrice                     | Keiko Matsuzaka (La Porte de la jeunesse (青春の門, Seishun no mon), C'est dur d'être un homme : Tora-san et la Geisha (男はつらいよ 浪花の恋の寅次郎, Otoko wa tsurai yo: Naniwa no koino Torajirō)                                                             | [ 27 ] |
| 1981  | Meilleur acteur dans un second rôle  | Masahiko Tsugawa (Manon (マノン) | [ 27 ] |
| 1981  | Meilleur actrice dans un second rôle | Yūko Tanaka (Edo Porn (北斎漫画, Hokusai manga) et Pourquoi pas ? (ええじゃないか, Eijanaika) | [ 27 ] |
| 1981  | Meilleur film étranger               | Le Tambour (Die Blechtrommel), Allemagne de l'Ouest/ France/ Pologne | [ 27 ] |
| 1981  | Meilleur espoir                      | Kōichi Satō (La Porte de la jeunesse et Manon) | [ 27 ] |
| 1982  | Meilleur film                        | La Marche de Kamata (蒲田行進曲, Kamata kōshinkyoku) | [ 29 ] |
| 1982  | Meilleur réalisateur                 | Kinji Fukasaku (La Marche de Kamata) | [ 29 ] |
| 1982  | Meilleur acteur                      | Kiyoshi Atsumi (C'est dur d'être un homme : L'Indécis (男はつらいよ 寅次郎あじさいの恋, Otoko wa tsurai yo: Torajirō ajisai no koi) et C'est dur d'être un homme : Le Conseiller (男はつらいよ 花も嵐も寅次郎恋, Otoko wa tsurai yo: Hana mo arashi mo Torajirō) | [ 29 ] |
| 1982  | Meilleur actrice                     | Masako Natsume (Dans l'ombre du loup (鬼龍院花子の生涯, Kiryūin Hanako no shōgai) | [ 29 ] |
| 1982  | Meilleur acteur dans un second rôle  | Akira Emoto (C'est dur d'être un homme : L'Indécis et La Rivière Dotonbori (道頓堀川, Dōtonborigawa) | [ 29 ] |
| 1982  | Meilleur actrice dans un second rôle | Miyako Yamaguchi (Saraba, adieu ma terre natale (さらば愛しき大地, Saraba itoshiki daichi) | [ 29 ] |
| 1982  | Meilleur film étranger               | E.T., l'extra-terrestre (E.T. the Extra-Terrestrial), États-Unis | [ 29 ] |
| 1982  | Meilleur espoir                      | Jun Miho (Pink Curtain (ピンクのカーテン, Pinku no kāten) | [ 29 ] |
| 1983  | Meilleur film                        | Le Procès de Tokyo (東京裁判, Tōkyō saiban) | [ 30 ] |
| 1983  | Meilleur réalisateur                 | Yoshimitsu Morita (Jeu de famille (家族ゲーム, Kazoku gēmu) | [ 30 ] |
| 1983  | Meilleur acteur                      | Ken Ogata (La Ballade de Narayama (楢山節考, Narayama bushi-ko), Yohkiroh, le royaume des geishas (陽暉楼, Yohkiroh), The Catch (魚影の群れ, Gyoei no mure) et Okinawan Boys (オキナワの少年, Okinawa no shonen)                                                 | [ 30 ] |
| 1983  | Meilleur actrice                     | Yūko Tanaka (Amagi Pass (天城越え, Amagi goe) | [ 30 ] |
| 1983  | Meilleur acteur dans un second rôle  | Kunie Tanaka (Nogare no machi (逃れの街) et La Taverne Chōji (居酒屋兆治, Izakaya Chōji) | [ 30 ] |
| 1983  | Meilleur actrice dans un second rôle | Eiko Nagashima (Ryuji (竜二) | [ 30 ] |
| 1983  | Meilleur film étranger               | Flashdance, États-Unis | [ 30 ] |
| 1983  | Meilleur espoir                      | Tomoyo Harada (Toki o kakeru shōjo (時をかける少女) | [ 30 ] |
| 1983  | Meilleur espoir                      | Shōji Kaneko (Ryuji (竜二) | [ 30 ] |
| 1984  | Meilleur film                        | Les Enfants de Mac Arthur (瀬戸内少年野球団, Setōchi shōnen yakyū-dan) | [ 31 ] |
| 1984  | Meilleur réalisateur                 | Jūzō Itami (Osōshiki (お葬式) | [ 31 ] |
| 1984  | Meilleur acteur                      | Tsutomu Yamazaki (Osōshiki (お葬式) et Adieu l'arche (さらば箱舟, Saraba hakobune) | [ 31 ] |
| 1984  | Meilleur actrice                     | Hiroko Yakushimaru (W no higeki (Wの悲劇) | [ 31 ] |
| 1984  | Meilleur acteur dans un second rôle  | Kaku Takashina (Journal d'errance d'un joueur de mah-jong (麻雀放浪記, Mahjong hōrōki) | [ 31 ] |
| 1984  | Meilleur actrice dans un second rôle | Yoshiko Mita (W no higeki (Wの悲劇) et Appassionata (序の舞, Jo no mai) | [ 31 ] |
| 1984  | Meilleur film étranger               | L'Étoffe des héros (The Right Stuff), États-Unis | [ 31 ] |
| 1984  | Meilleur espoir                      | Kōji Kikkawa (Sukanpin wōku (すかんぴんウォーク) | [ 31 ] |
| 1985  | Meilleur film                        | Ran (乱) | [ 32 ] |
| 1985  | Meilleur réalisateur                 | Akira Kurosawa (Ran (乱) | [ 32 ] |
| 1985  | Meilleur acteur                      | Minoru Chiaki (Sombre crépuscule (花いちもんめ, Hana ichimonme) | [ 32 ] |
| 1985  | Meilleur actrice                     | Yukiyo Toake (Sombre Crépuscule et La Proie de l'homme (櫂, Kai) | [ 32 ] |
| 1985  | Meilleur acteur dans un second rôle  | Takeshi Kitano (Le Démon (夜叉, Yasha) | [ 32 ] |
| 1985  | Meilleur actrice dans un second rôle | Mariko Fuji (Portrait d'un criminel (薄化粧, Usugeshō) et Kiken na onnatachi (危険な女たち) | [ 32 ] |
| 1985  | Meilleur film étranger               | Witness (film, 1985), États-Unis | [ 32 ] |
| 1985  | Meilleur espoir                      | Yuki Saitō (Lost Chapter of Snow: Passion (雪の断章 - 情熱, Yuki no dansho - jonetsu) | [ 32 ] |
| 1986  | Meilleur film                        | Conjugalité (ウホッホ探検隊, Uhohho tankentai) | [ 33 ] |
| 1986  | Meilleur réalisateur                 | Kei Kumai (La Mer et le Poison (海と毒薬, Umi to dokuyaku) | [ 33 ] |
| 1986  | Meilleur acteur                      | Kunie Tanaka (Conjugalité) | [ 33 ] |
| 1986  | Meilleur actrice                     | Ayumi Ishida (L'Homme des passions (火宅の人, Kataku no hito) | [ 33 ] |
| 1986  | Meilleur acteur dans un second rôle  | Kei Suma (Prise finale (キネマの天地, Kinema no tenchi) | [ 33 ] |
| 1986  | Meilleur actrice dans un second rôle | Shinobu Ōtake (Hakō kirameku hate (波光きらめく果て) | [ 33 ] |
| 1986  | Meilleur film étranger               | La Couleur pourpre (The Color Purple), États-Unis | [ 33 ] |
| 1986  | Meilleur espoir                      | Narimi Arimori (Prise finale) | [ 33 ] |
| 1987  | Meilleur film                        | L'Inspectrice des impôts (マルサの女, Marusa no onna) | [ 34 ] |
| 1987  | Meilleur réalisateur                 | Kazuo Hara (L'armée de l'empereur s'avance (ゆきゆきて、神軍, Yuki yuki shingun) | [ 34 ] |
| 1987  | Meilleur acteur                      | Takanori Jinnai (Chōchin (ちょうちん) | [ 34 ] |
| 1987  | Meilleur actrice                     | Yoshiko Mita (Wakarenu riyū (別れぬ理由) | [ 34 ] |
| 1987  | Meilleur acteur dans un second rôle  | Toshirō Mifune (C'est dur d'être un homme : En route pour Hokkaidō ! (男はつらいよ 知床慕情, Otoko wa tsurai yo: Shiretoko bojō) | [ 34 ] |
| 1987  | Meilleur actrice dans un second rôle | Kumiko Akiyoshi (Yogisha (夜汽車) | [ 34 ] |
| 1987  | Meilleur film étranger               | Les Incorruptibles (The Untouchables), États-Unis | [ 34 ] |
| 1987  | Meilleur espoir                      | Masahiro Takashima (Totto Channel (トットチャンネル) et Bu Su (ブス) | [ 34 ] |
| 1988  | Meilleur film                        | Sur la route de la soie (敦煌, Tonkō) | [ 35 ] |
| 1988  | Meilleur réalisateur                 | Makoto Wada (Kaitō Ruby (快盗ルビイ) | [ 35 ] |
| 1988  | Meilleur acteur                      | Hajime Hana (Kaisha monogatari: Memories of You (会社物語 MEMORIES OF YOU) | [ 35 ] |
| 1988  | Meilleur actrice                     | Kaori Momoi (La Famille Yen (木村家の人びと, Kimurake no Hitobito), Kamu onna (噛む女) et Demain - Asu (TOMORROW 明日, Tomorrow/Ashita) | [ 35 ] |
| 1988  | Meilleur acteur dans un second rôle  | Tsurutaro Kataoka (Ijintachi to no Natsu (異人たちとの夏) | [ 35 ] |
| 1988  | Meilleur actrice dans un second rôle | Kumiko Akiyoshi (Ijintachi to no Natsu (異人たちとの夏) | [ 35 ] |
| 1988  | Meilleur espoir                      | Naoto Ogata (Yūshun (優駿 ORACION) | [ 35 ] |
| 1988  | Meilleur film étranger               | Les Ailes du désir (Der Himmel über Berlin), Allemagne de l'Ouest/ France | [ 35 ] |
| 1988  | Contribution spéciale                | Mon voisin Totoro (となりのトトロ, Tonari no Totoro) et Le Tombeau des lucioles (火垂るの墓, Hotaru no haka) | [ 35 ] |
| 1989  | Meilleur film                        | Dotsuitarunen (どついたるねん) | [ 37 ] |
| 1989  | Meilleur réalisateur                 | Toshio Masuda (Shasō (社葬) | [ 37 ] |
| 1989  | Meilleur acteur                      | Rentarō Mikuni (Rikyu (利休, Rikyū) | [ 37 ] |
| 1989  | Meilleur actrice                     | Yoshiko Tanaka (Pluie noire (黒い雨, Kuroi ame) | [ 37 ] |
| 1989  | Meilleur acteur dans un second rôle  | Eiji Bandō (Les Copains d'abord (あ・うん, A un) | [ 37 ] |
| 1989  | Meilleur actrice dans un second rôle | Kaho Minami (Yumemi-dōri no hitobito (夢見通りの人々), Sensei (せんせい), Hotaru (螢) et Four Days of Snow and Blood (226, Ni ni roku) | [ 37 ] |
| 1989  | Meilleur espoir                      | Ayako Kawahara (Kitchin (キッチン) | [ 37 ] |
| 1989  | Meilleur film étranger               | Piège de cristal (Die Hard), États-Unis | [ 37 ] |

### Années 1990
| Année | Catégorie                            | Gagnant | Source |
| ----- | ------------------------------------ | --- | ------ |
| 1990  | Meilleur film                        | Shōnen jidai (少年時代) | [ 38 ] |
| 1990  | Meilleur réalisateur                 | Masahiro Shinoda (Shōnen jidai (少年時代) | [ 38 ] |
| 1990  | Meilleur acteur                      | Yoshio Harada (Rōnin-gai (浪人街) et Prêt à tirer (われに撃つ用意あり, Ware ni utsu yoi ari) | [ 38 ] |
| 1990  | Meilleure actrice                    | Keiko Matsuzaka (L'Aiguillon de la mort (死の棘, Shi no toge) | [ 38 ] |
| 1990  | Meilleur acteur dans un second rôle  | Toshirō Yanagiba (Saraba itoshino yakuza (さらば愛しのやくざ) | [ 38 ] |
| 1990  | Meilleur actrice dans un second rôle | Tomoko Nakajima (Maria, Tsugumi et la mer (つぐみ, Tsugumi) | [ 38 ] |
| 1990  | Meilleur espoir                      | Riho Makise (Tokyo Heaven (東京上空いらっしゃいませ, Tōkyō jōkū irasshaimase) et Maria, Tsugumi et la mer) et Jōji Matsuoka (Poisson en herbe (バタアシ金魚, Batāshi kingyo)                    | [ 38 ] |
| 1990  | Meilleur film étranger               | Jusqu'au bout du rêve (Field of Dreams), États-Unis | [ 38 ] |
| 1991  | Meilleur film                        | A Scene at the Sea (あの夏、いちばん静かな海。, Ano natsu, ichiban shizukana umi) | [ 39 ] |
| 1991  | Meilleur réalisateur                 | Takeshi Kitano (A Scene at the Sea) | [ 39 ] |
| 1991  | Meilleur acteur                      | Naoto Takenaka (L'Homme sans talent (無能の人, Munō no hito) | [ 39 ] |
| 1991  | Meilleur actrice                     | Yūki Kudō (Guerre et Jeunesse (戦争と青春, Sensō to seishun) | [ 39 ] |
| 1991  | Meilleur acteur dans un second rôle  | Masatoshi Nagase (Musuko (息子) | [ 39 ] |
| 1991  | Meilleur actrice dans un second rôle | Jun Fubuki (Munō no hito (無能の人) | [ 39 ] |
| 1991  | Meilleur espoir                      | Hikari Ishida (Futari (ふたり), Kamitsukitai (咬みつきたい) et Aitsu (あいつ) | [ 39 ] |
| 1991  | Meilleur film étranger               | Le Silence des agneaux (The Silence of the Lambs), États-Unis | [ 39 ] |
| 1992  | Meilleur film                        | Shiko funjatta (シコふんじゃった) | [ 40 ] |
| 1992  | Meilleur réalisateur                 | Masayuki Suo (Shiko funjatta (シコふんじゃった) | [ 40 ] |
| 1992  | Meilleur acteur                      | Masahiro Motoki (Shiko funjatta (シコふんじゃった) | [ 40 ] |
| 1992  | Meilleur actrice                     | Yoshiko Mita (Toki rakujitsu (遠き落日) | [ 40 ] |
| 1992  | Meilleur acteur dans un second rôle  | Hideo Murota (Shura no densetsu (修羅の伝説) et Original Sin (死んでもいい, Shinde mo ii) | [ 40 ] |
| 1992  | Meilleur actrice dans un second rôle | Miwako Fujitani (Femme dans un enfer d'huile (女殺油地獄, Onna goroshi abura no jigoku) et Sosuke, le cocu (寝盗られ宗介, Netorare Sosuke)                                                      | [ 40 ] |
| 1992  | Meilleur espoir                      | Yuki Sumida (Bokutō kidan (墨東綺譚) | [ 40 ] |
| 1992  | Meilleur film étranger               | JFK, États-Unis | [ 40 ] |
| 1993  | Meilleur film                        | De quel côté est la lune ? (月はどっちに出ている, Tsuki wa dotchi ni dete iru) | [ 41 ] |
| 1993  | Meilleur réalisateur                 | Yōjirō Takita (Bokura wa minna ikiteiru (僕らはみんな生きている) | [ 41 ] |
| 1993  | Meilleur acteur                      | Hiroyuki Sanada (Bokura wa minna ikiteiru (僕らはみんな生きている) | [ 41 ] |
| 1993  | Meilleur actrice                     | Ruby Moreno (De quel côté est la lune ?) | [ 41 ] |
| 1993  | Meilleur acteur dans un second rôle  | George Tokoro (Madadayo (まあだだよ, Mādadayo) | [ 41 ] |
| 1993  | Meilleur actrice dans un second rôle | Kyōko Kagawa (Madadayo) | [ 41 ] |
| 1993  | Meilleur espoir                      | Gorō Kishitani (De quel côté est la lune ?) | [ 41 ] |
| 1993  | Meilleur espoir                      | Kyōko Tōyama (Kōkō kyōshi (高校教師) | [ 41 ] |
| 1993  | Meilleur film étranger               | Jurassic Park, États-Unis | [ 41 ] |
| 1993  | Contribution spéciale                | Kinichi Hagimoto (Kin chan no Cinema Jack (欽ちゃんのシネマジャック) | [ 41 ] |
| 1994  | Meilleur film                        | La Tristesse du bâton (棒の哀しみ, Bō no kanashimi) | [ 42 ] |
| 1994  | Meilleur réalisateur                 | Tatsumi Kumashiro (La Tristesse du bâton) | [ 42 ] |
| 1994  | Meilleur acteur                      | Eiji Okuda (La Tristesse du bâton) | [ 42 ] |
| 1994  | Meilleur actrice                     | Saki Takaoka (Histoire de fantômes à Yotsuya (忠臣蔵外伝 四谷怪談, Chūshingura gaiden: Yotsuya kaidan)                                                                                          | [ 42 ] |
| 1994  | Meilleur acteur dans un second rôle  | Atsuo Nakamura (Shudan-sasen (集団左遷) | [ 42 ] |
| 1994  | Meilleur actrice dans un second rôle | Shigeru Muroi (Ghost Pub (居酒屋ゆうれい, Izakaya yūrei) | [ 42 ] |
| 1994  | Meilleur espoir                      | Sawa Suzuki (Ai no shinsekai (愛の新世界) | [ 42 ] |
| 1994  | Meilleur film étranger               | Pulp Fiction, États-Unis | [ 42 ] |
| 1995  | Meilleur film                        | Le Testament du soir (午後の遺言状, Gogo no yuigon-jo) | [ 43 ] |
| 1995  | Meilleur réalisateur                 | Shūsuke Kaneko (Gamera : Gardien de l'Univers (ガメラ 大怪獣空中決戦, Gamera: Daikaijū Kuchu Kessen)                                                                                            | [ 43 ] |
| 1995  | Meilleur acteur                      | Hiroyuki Sanada (Sharaku (写楽), East Meets West et Kinkyu yobidashi - Emājenshî kōru (緊急呼出し エマージェンシー・コール)                                                                     | [ 43 ] |
| 1995  | Meilleur actrice                     | Miho Nakayama (Love Letter) | [ 43 ] |
| 1995  | Meilleur acteur dans un second rôle  | Masato Hagiwara (Marks (マークスの山, Mākusu no yama) | [ 43 ] |
| 1995  | Meilleur actrice dans un second rôle | Shinobu Nakayama (Gamera : Gardien de l'Univers) | [ 43 ] |
| 1995  | Meilleur espoir                      | Makiko Esumi (Maborosi (幻の光, Maboroshi no Hikari) | [ 43 ] |
| 1995  | Meilleur film étranger               | Sur la route de Madison (The Bridges of Madison County), États-Unis | [ 43 ] |
| 1995  | Contribution spéciale                | Kiyoshi Atsumi | [ 43 ] |
| 1996  | Meilleur film                        | Kishiwada shōnen gurentai (岸和田少年愚連隊) | [ 44 ] |
| 1996  | Meilleur réalisateur                 | Takeshi Kitano (Kids Return (キッズ・リターン, Kizu ritan) | [ 44 ] |
| 1996  | Meilleur acteur                      | Kōji Yakusho (Shall We Dance? (Shall we ダンス?, Shall we dansu?), L'Homme qui dort (眠る男, Nemuru otoko) et Shabu gokudo (シャブ極道)                                                         | [ 44 ] |
| 1996  | Meilleur actrice                     | Aucune | [ 44 ] |
| 1996  | Meilleur acteur dans un second rôle  | Tetsuya Watari (Waga kokoro no ginga tetsudō: Miyazawa Kenji monogatari (わが心の銀河鉄道 宮沢賢治物語)                                                                                         | [ 44 ] |
| 1996  | Meilleur actrice dans un second rôle | Kyōko Kishida (Gakkō no kaidan 2 (学校の怪談２) et Le Village aux huit tombes (八つ墓村, Tatsu haka mura)                                                                                       | [ 44 ] |
| 1996  | Meilleur espoir                      | Ninety Nine (Takashi Okamura et Hiroyuki Yabe) (Kishiwada shōnen gurentai (岸和田少年愚連隊) | [ 44 ] |
| 1996  | Meilleur film étranger               | Seven (film), États-Unis | [ 44 ] |
| 1996  | Contribution spéciale                | Kiyoshi Atsumi pour son interprétation du personnage principal de la série C'est dur d'être un homme et la Préfecture de Gunma pour leur financement de L'Homme qui dort (眠る男, Nemuru otoko) | [ 44 ] |
| 1997  | Meilleur film                        | Bounce ko gals (バウンス ko GALS, Baunsu ko gaurusu) | [ 45 ] |
| 1997  | Meilleur réalisateur                 | Masato Harada (Bounce ko gals) | [ 45 ] |
| 1997  | Meilleur acteur                      | Kōji Yakusho (L'Anguille (うなぎ, Unagi), Lost Paradise (失楽園, Shitsurakuen) et Cure (キュア, Kyua)                                                                                           | [ 45 ] |
| 1997  | Meilleur actrice                     | Kaori Momoi (Tokyo sérénade (東京夜曲, Tōkyō Yakyoku) | [ 45 ] |
| 1997  | Meilleur acteur dans un second rôle  | Masahiko Nishimura (La Femme de Marutai (マルタイの女, Marutai no onna) et Welcome Back, Mr. McDonald (ラヂオの時間, Rajio no jikan)                                                            | [ 45 ] |
| 1997  | Meilleur actrice dans un second rôle | Mitsuko Baishō (L'Anguille et Tokyo sérénade) | [ 45 ] |
| 1997  | Meilleur espoir                      | Kōki Mitani (Welcome Back, Mr. McDonald et Bounce ko gals) | [ 45 ] |
| 1997  | Meilleur film étranger               | Titanic, États-Unis | [ 45 ] |
| 1997  | Contribution spéciale                | Princesse Mononoké (もののけ姫, Mononoke hime) | [ 45 ] |
| 1998  | Meilleur film                        | Hana-bi (はなび) | [ 46 ] |
| 1998  | Meilleur réalisateur                 | Takeshi Kitano (Hana-bi) | [ 46 ] |
| 1998  | Meilleur acteur                      | Takeshi Kitano (Hana-bi) | [ 46 ] |
| 1998  | Meilleur actrice                     | Mieko Harada (Ai o kō hito (愛を乞うひと) | [ 46 ] |
| 1998  | Meilleur acteur dans un second rôle  | Ren Ōsugi (Hana-bi) | [ 46 ] |
| 1998  | Meilleur actrice dans un second rôle | Kimiko Yo (Gakko III (学校III) et Wait and See (あ、春, Ā haru) | [ 46 ] |
| 1998  | Meilleur espoir                      | Rena Tanaka (Give It All (がんばっていきまっしょい, Ganbatte ikimasshoi) | [ 46 ] |
| 1998  | Meilleur film étranger               | L.A. Confidential, États-Unis | [ 46 ] |
| 1998  | Contribution spéciale                | Akira Kurosawa et Keisuke Kinoshita | [ 46 ] |
| 1999  | Meilleur film                        | Tabou (御法度, Gohatto) | [ 47 ] |
| 1999  | Meilleur réalisateur                 | Nagisa Ōshima (Tabou) | [ 47 ] |
| 1999  | Meilleur acteur                      | Ken Takakura (Poppoya (鉄道員) | [ 47 ] |
| 1999  | Meilleur actrice                     | Kyōka Suzuki (39 keihō dai sanjūkyū jō (＜３９＞ ［刑法第三十九条］) | [ 47 ] |
| 1999  | Meilleur acteur dans un second rôle  | Shinji Takeda (Tabou) | [ 47 ] |
| 1999  | Meilleur actrice dans un second rôle | Sumiko Fuji (La Maison des geishas (おもちゃ, Omocha) | [ 47 ] |
| 1999  | Meilleur espoir                      | Ryūhei Matsuda (Tabou) | [ 47 ] |
| 1999  | Meilleur film étranger               | La vie est belle, Italie | [ 47 ] |

### Années 2000
| Année | Catégorie                             | Gagnant | Source |
| ----- | ------------------------------------- | --- | ------ |
| 2000  | Meilleur film                         | Battle Royale (バトル・ロワイアル, Batoru Rowaiaru) | [ 48 ] |
| 2000  | Meilleur réalisateur                  | Junji Sakamoto (Le Visage (顔, Kao) | [ 48 ] |
| 2000  | Meilleur acteur                       | Yūji Oda (Whiteout (ホワイトアウト, Howaitoauto) | [ 48 ] |
| 2000  | Meilleur actrice                      | Sayuri Yoshinaga (Nagasaki burabura bushi (長崎ぶらぶら節) | [ 48 ] |
| 2000  | Meilleur acteur dans un second rôle   | Teruyuki Kagawa (Suri (スリ) et La Chorale des garçons (独立少年合唱団, Dokuritsu shōnen gasshō-dan)                                                                     | [ 48 ] |
| 2000  | Meilleure actrice dans un second rôle | Yoshiko Miyazaki (Après la pluie (雨あがる, Ame agaru) | [ 48 ] |
| 2000  | Meilleur espoir                       | Tatsuya Fujiwara (Battle Royale) | [ 48 ] |
| 2000  | Meilleur film étranger                | Dancer in the Dark, Danemark | [ 48 ] |
| 2001  | Meilleur film                         | Le Voyage de Chihiro (千と千尋の神隠し, Sen to Chihiro no kamikakushi)                                                                                                   | [ 49 ] |
| 2001  | Meilleur réalisateur                  | Isao Yukisada (Go) | [ 49 ] |
| 2001  | Meilleur acteur                       | Mansai Nomura (Onmyōji (陰陽師) | [ 49 ] |
| 2001  | Meilleur actrice                      | Yūki Amami (Inugami (狗神), Rendan (連弾) et Sennen no koi - Hikaru Genji monogatari (千年の恋 ひかる源氏物語)                                                           | [ 49 ] |
| 2001  | Meilleur acteur dans un second rôle   | Tsutomu Yamazaki (Go) | [ 49 ] |
| 2001  | Meilleur actrice dans un second rôle  | Tomoko Naraoka (Le Chemin des lucioles (ホタル, Hotaru) | [ 49 ] |
| 2001  | Meilleur espoir                       | Kō Shibasaki (Go) | [ 49 ] |
| 2001  | Meilleur film étranger                | Joint Security Area, Corée du Sud | [ 49 ] |
| 2002  | Meilleur film                         | Le Samouraï du crépuscule (たそがれ清兵衛, Tasogare seibei) | [ 50 ] |
| 2002  | Meilleur réalisateur                  | Yōichi Sai (Doing Time (刑務所の中, Keimusho no naka) | [ 50 ] |
| 2002  | Meilleur acteur                       | Kōichi Satō (KT) | [ 50 ] |
| 2002  | Meilleur actrice                      | Reiko Kataoka (Hush! (ハッシュ!) | [ 50 ] |
| 2002  | Meilleur acteur dans un second rôle   | Kanji Tsuda (Mohō-han (模倣犯) | [ 50 ] |
| 2002  | Meilleur actrice dans un second rôle  | Rie Miyazawa (Le Samouraï du crépuscule (たそがれ清兵衛, Tasogare Seibei)                                                                                                | [ 50 ] |
| 2002  | Meilleur espoir                       | Nakamura Shidō II (Ping pong (ピンポン, Pin pon) et Une lettre de la montagne (阿弥陀堂だより, Amidado dayori)                                                           | [ 50 ] |
| 2002  | Meilleur film étranger                | Shaolin Soccer, Hong Kong | [ 50 ] |
| 2002  | Contribution spéciale                 | Kinji Fukasaku | [ 50 ] |
| 2003  | Meilleur film                         | Akame 48 Waterfalls (赤目四十八瀧心中未遂, Akame shijūyataki shinjūmisui)                                                                                                | [ 51 ] |
| 2003  | Meilleur réalisateur                  | Yoshimitsu Morita (Une famille dans la tourmente (阿修羅のごとく, Ashura no gotoku)                                                                                      | [ 51 ] |
| 2003  | Meilleur acteur                       | Toshiyuki Nishida (Get Up! (ゲロッパ!, Geroppa!) et Tsuribaka Nisshi 14 (釣りバカ日誌14)                                                                                 | [ 51 ] |
| 2003  | Meilleur actrice                      | Shinobu Terajima (Akame 48 Waterfalls, Vibrator (ヴァイブレータ) | [ 51 ] |
| 2003  | Meilleur acteur dans un second rôle   | Tarō Yamamoto (Moon Child, Get Up! et Shoro nagashi (精霊流し) | [ 51 ] |
| 2003  | Meilleur actrice dans un second rôle  | Michiyo Ōkusu (Zatōichi (座頭市), Akame 48 Waterfalls) | [ 51 ] |
| 2003  | Meilleur espoir                       | Satomi Ishihara (Watashi no guranpa (わたしのグランパ) | [ 51 ] |
| 2003  | Meilleur film étranger                | Infernal Affairs (chinois traditionnel : 無間道 ; pinyin : Wú Jiān Dào), Hong Kong                                                                                       | [ 51 ] |
| 2003  | Contribution spéciale                 | Ken Watanabe (Le Dernier Samouraï (The Last Samurai)) | [ 51 ] |
| 2004  | Meilleur film                         | Nobody Knows (誰も知らない, Dare mo shiranai) | [ 52 ] |
| 2004  | Meilleur réalisateur                  | Hirokazu Kore-eda (Nobody Knows) | [ 52 ] |
| 2004  | Meilleur acteur                       | Akira Terao (Han'ochi (半落ち) | [ 52 ] |
| 2004  | Meilleur actrice                      | Rie Miyazawa (La Face de Jizo (父と暮せば, Chichi to kuraseba) | [ 52 ] |
| 2004  | Meilleur acteur dans un second rôle   | Joe Odagiri (Blood and Bones (血と骨, Chi to hone) et Konoyo no sotoe: Kurabu shinchūgun (この世の外へ クラブ進駐軍)                                                     | [ 52 ] |
| 2004  | Meilleur actrice dans un second rôle  | Masami Nagasawa (Crying Out Love in the Center of the World (世界の中心で、愛をさけぶ, Sekai no chūshin de, ai o sakebu) et Shinkokyū no hitsuyō (深呼吸の必要)          | [ 52 ] |
| 2004  | Meilleur espoir                       | Anna Tsuchiya (Kamikaze Girls (下妻物語, Shimotsuma monogatari) et The Taste of Tea (茶の味, Cha no aji)) et Mirai Moriyama (Crying Out Love in the Center of the World) | [ 52 ] |
| 2004  | Meilleur film étranger                | Mystic River, États-Unis | [ 52 ] |
| 2005  | Meilleur film                         | Pacchigi! (パッチギ!) | [ 53 ] |
| 2005  | Meilleur réalisateur                  | Jun'ya Satō (Les Hommes du Yamato (男達の大和, Otokotachi no Yamato) | [ 53 ] |
| 2005  | Meilleur acteur                       | Hiroyuki Sanada (Aegis (亡国のイージス, Bōkoku no iijisu) | [ 53 ] |
| 2005  | Meilleur actrice                      | Kyōko Koizumi (Le Jardin suspendu (空中庭園, Kūchū Teien) | [ 53 ] |
| 2005  | Meilleur acteur dans un second rôle   | Shinichi Tsutsumi (Always : Crépuscule sur la troisième rue (ALWAYS 三丁目の夕日, Always san-chōme no yūhi) et Furai, dadi, furai (フライ、ダディ、フライ)               | [ 53 ] |
| 2005  | Meilleur actrice dans un second rôle  | Hiroko Yakushimaru (Always : Crépuscule sur la troisième rue et Princess Raccoon (オペレッタ狸御殿, Operetta tanuki goten)                                               | [ 53 ] |
| 2005  | Meilleur espoir                       | Mikako Tabe (Hinokio et Aozora no yukue (青空のゆくえ) | [ 53 ] |
| 2005  | Meilleur film étranger                | Million Dollar Baby, États-Unis | [ 53 ] |
| 2005  | Contribution spéciale                 | Kihachi Okamoto | [ 53 ] |
| 2006  | Meilleur film                         | Hula Girls (フラガール, Hura gāru) | [ 54 ] |
| 2006  | Meilleur réalisateur                  | Miwa Nishikawa (Sway (ゆれる, Yureru) | [ 54 ] |
| 2006  | Meilleur acteur                       | Ken Watanabe (Memories of Tomorrow (明日の記憶, Ashita no kioku) | [ 54 ] |
| 2006  | Meilleur actrice                      | Yū Aoi (Hula Girls et Honey and Clover (ハチミツとクローバー, Hachimitsu to kurōbā)                                                                                      | [ 54 ] |
| 2006  | Meilleur acteur dans un second rôle   | Teruyuki Kagawa (Sway, Deguchi no nai umi (出口のない海) et Memories of Tomorrow)                                                                                        | [ 54 ] |
| 2006  | Meilleur actrice dans un second rôle  | Sumiko Fuji (Hula Girls, Le Complot de la famille Inugami (犬神家の一族, Inugami-ke no ichizoku) et Nezu no ban (寝ずの番)                                               | [ 54 ] |
| 2006  | Meilleur espoir                       | Muga Tsukaji (Mamiya kyodai (間宮兄弟), Amour et Honneur (武士の一分, Bushi no ichibun)                                                                                  | [ 54 ] |
| 2006  | Meilleur film étranger                | Mémoires de nos pères (Flags of Our Fathers), États-Unis | [ 54 ] |
| 2006  | Contribution spéciale                 | Shōhei Imamura | [ 54 ] |
| 2007  | Meilleur film                         | Kisaragi (キサラギ) | [ 55 ] |
| 2007  | Meilleur réalisateur                  | Masayuki Suo (Soredemo boku wa yattenai (それでもボクはやってない) | [ 55 ] |
| 2007  | Meilleur acteur                       | Ryō Kase (Soredemo boku wa yattenai (それでもボクはやってない) | [ 55 ] |
| 2007  | Meilleur actrice                      | Kumiko Asō (Le Pays des cerisiers (夕凪の街 桜の国, Yūnagi no machi, Sakura no kuni)                                                                                     | [ 55 ] |
| 2007  | Meilleur acteur dans un second rôle   | Tomokazu Miura (Matsugane Ransha Jiken (松ヶ根乱射事件) et Tenten (転々)                                                                                                 | [ 55 ] |
| 2007  | Meilleur actrice dans un second rôle  | Hiromi Nagasaku (Funuke Show Some Love, You Losers! (腑抜けども、悲しみの愛を見せろ, Funuke-domo, kanashimi no ai o misero)                                              | [ 55 ] |
| 2007  | Meilleur espoir                       | Yui Aragaki (Koisuru madori (恋するマドリ), Waruboro (ワルボロ) et Koizora (恋空, Koizora: Setsunai Koi Monogatari)                                                      | [ 55 ] |
| 2007  | Meilleur film étranger                | Dreamgirls, États-Unis | [ 55 ] |
| 2007  | Contribution spéciale                 | Hitoshi Ueki | [ 55 ] |
| 2008  | Meilleur film                         | Climber's High (クライマーズ・ハイ, Kuraimāzu hai) | [ 56 ] |
| 2008  | Meilleur réalisateur                  | Hirokazu Kore-eda (Still Walking (歩いても 歩いても, Aruitemo aruitemo)                                                                                                  | [ 56 ] |
| 2008  | Meilleur acteur                       | Masahiro Motoki (Departures (おくりびと, Okuribito) | [ 56 ] |
| 2008  | Meilleur actrice                      | Tae Kimura (Gururi no koto (ぐるりのこと。) | [ 56 ] |
| 2008  | Meilleur acteur dans un second rôle   | Masato Sakai (After School (アフタースクール, Afuta Sukuru) et Climber's High)                                                                                           | [ 56 ] |
| 2008  | Meilleur actrice dans un second rôle  | Kirin Kiki (Still Walking (歩いても 歩いても, Aruitemo aruitemo) | [ 56 ] |
| 2008  | Meilleur espoir                       | Yuriko Yoshitaka (Serpents et Piercings (蛇にピアス, Hebi ni Piasu)), et Lily Franky (Gururi no koto (ぐるりのこと。)                                                    | [ 56 ] |
| 2008  | Meilleur film étranger                | The Dark Knight : Le Chevalier noir (The Dark Knight), États-Unis | [ 56 ] |
| 2008  | Contribution spéciale                 | Kon Ichikawa et Ken Ogata | [ 56 ] |
| 2009  | Meilleur film                         | Tsurugidake Ten no Ki (劒岳 点の記) | [ 57 ] |
| 2009  | Meilleur réalisateur                  | Miwa Nishikawa (Cher docteur (ディア・ドクター, Dia dokutā) | [ 57 ] |
| 2009  | Meilleur acteur                       | Shōfukutei Tsurube II (Cher docteur) | [ 57 ] |
| 2009  | Meilleur actrice                      | Haruka Ayase (Oppai Barē (おっぱいバレー) | [ 57 ] |
| 2009  | Meilleur acteur dans un second rôle   | Eita (Cher docteur, Gama no abura (ガマの油), Nakumonka (なくもんか) et Nodame Cantabile: Saishū Gakushō Zen-Pen (のだめカンタービレ 最終楽章)                           | [ 57 ] |
| 2009  | Meilleur actrice dans un second rôle  | Kyōko Fukada (Yatterman (ヤッターマン, Yattāman) | [ 57 ] |
| 2009  | Meilleur espoir                       | Masaki Okada (Pierrot-la-gravité (重力ピエロ, Jūryoku Piero), Honokaa Boy (ホノカアボーイ, Honokaa bōi) et Tsurugidake Ten no Ki (劒岳 点の記)                           | [ 57 ] |
| 2009  | Meilleur film étranger                | Gran Torino, États-Unis | [ 57 ] |
| 2009  | Contribution spéciale                 | La série de films Tsuribaka Nisshi (釣りバカ日誌) | [ 57 ] |

### Années 2010
| Année | Catégorie                            | Gagnant | Source |
| ----- | ------------------------------------ | --- | ------ |
| 2010  | Meilleur film                        | Confessions (告白, Kokuhaku) | [ 58 ] |
| 2010  | Meilleur réalisateur                 | Yūya Ishii (Kawa no soko kara konnichi wa (川の底からこんにちは) | [ 58 ] |
| 2010  | Meilleur acteur                      | Satoshi Tsumabuki (Villain (悪人, Akunin) | [ 58 ] |
| 2010  | Meilleur actrice                     | Shinobu Terajima (Le Soldat dieu (キャタピラー, Kyatapirā) | [ 58 ] |
| 2010  | Meilleur acteur dans un second rôle  | Renji Ishibashi (Outrage (アウトレイジ, Autoreiji) et Good Husband (今度は愛妻家, Kondo wa aisaika)                                                                                                  | [ 58 ] |
| 2010  | Meilleur actrice dans un second rôle | Yoshino Kimura (Confessions (告白, Kokuhaku) | [ 58 ] |
| 2010  | Meilleur espoir                      | Tōma Ikuta (La Déchéance d'un Homme (人間失格, Ningen shikkaku)) et Nanami Sakuraba (Saigo no Chūshingura (最後の忠臣蔵) et Shodo Girls: Watashitachi no Koshien (書道ガールズ!! わたしたちの甲子園) | [ 58 ] |
| 2010  | Meilleur film étranger               | District 9, Afrique du Sud | [ 58 ] |
| 2011  | Meilleur film                        | Cold Fish (冷たい熱帯魚, Tsumetai nettaigyo) | [ 59 ] |
| 2011  | Meilleur réalisateur                 | Kaneto Shindō (Postcard (一枚のハガキ, Ichimai no hagaki) | [ 59 ] |
| 2011  | Meilleur acteur                      | Yutaka Takenouchi (1945: End of War (太平洋の奇跡 –フォックスと呼ばれた男, Taiheiyō no kiseki: Fokkusu to yobareta otoko)                                                                            | [ 59 ] |
| 2011  | Meilleur actrice                     | Hiromi Nagasaku (Yōkame no semi (八日目の蝉) | [ 59 ] |
| 2011  | Meilleur acteur dans un second rôle  | Yūsuke Iseya (Ashita no Joe (あしたのジョー, Ashita no Jō) et Kaiji 2 ((カイジ2 人生奪回ゲーム, Kaiji 2 Jinsei Dakkai Gēmu)                                                                          | [ 59 ] |
| 2011  | Meilleur actrice dans un second rôle | Masami Nagasawa (Moteki (モテキ) | [ 59 ] |
| 2011  | Meilleur espoir                      | Mana Ashida (Un drôle de père (うさぎドロップ, Usagi Drop) et Hankyū densha (阪急電車 片道15分の奇跡, Hankyū densha: Katamichi 15-fun-no kiseki)                                                     | [ 59 ] |
| 2011  | Meilleur film étranger               | Black Swan, États-Unis | [ 59 ] |
| 2011  | Contribution spéciale                | Yoshio Harada | [ 59 ] |
| 2012  | Meilleur film                        | Our Homeland (かぞくのくに, Kazoku no kuni) | [ 60 ] |
| 2012  | Meilleur réalisateur                 | Kenji Uchida (Key of Life (鍵泥棒のメソッド, Kagi Dorobō no Mesoddo) | [ 60 ] |
| 2012  | Meilleur acteur                      | Hiroshi Abe (Kirin no Tsubasa: Gekijōban Shinzanmono (麒麟の翼 〜劇場版・新参者〜), Thermae Romae (テルマエ・ロマエ, Terumae Romae) et Karasu no oyayubi (カラスの親指)                              | [ 60 ] |
| 2012  | Meilleur actrice                     | Sakura Andō (Our Homeland) | [ 60 ] |
| 2012  | Meilleur acteur dans un second rôle  | Arata Iura (Our Homeland) | [ 60 ] |
| 2012  | Meilleur actrice dans un second rôle | Ryōko Hirosue (Key of Life) | [ 60 ] |
| 2012  | Meilleur espoir                      | Makita Sports (Kueki Ressha (苦役列車) | [ 60 ] |
| 2012  | Meilleur film étranger               | Les Misérables, Royaume-Uni | [ 60 ] |
| 2012  | Contribution spéciale                | Kōji Wakamatsu | [ 60 ] |
| 2013  | Meilleur film                        | Yokomichi Yonosuke (横道世之介) | [ 61 ] |
| 2013  | Meilleur réalisateur                 | Tatsushi Ōmori (Bozo (ぼっちゃん, Botchan), Sayonara keikoku (さよなら渓谷) | [ 61 ] |
| 2013  | Meilleur acteur                      | Kengo Kōra (Yokomichi Yonosuke (横道世之介) | [ 61 ] |
| 2013  | Meilleure actrice                    | Shihori Kanjiya (Kuchizuke (くちづけ) | [ 61 ] |
| 2013  | Meilleur acteur dans un second rôle  | Pierre Taki (The Devil's Path (凶悪, Kyōaku), Kujikenaide (くじけないで) et Tel père, tel fils (そして父になる, Soshite chichi ni naru)                                                              | [ 61 ] |
| 2013  | Meilleur actrice dans un second rôle | Fumi Nikaidō (Why Don't You Play in Hell? (地獄でなぜ悪い, Jigoku de naze warui), Nō otoko (脳男) et Shijūkunichi no reshipi (四十九日のレシピ)                                                      | [ 61 ] |
| 2013  | Meilleur espoir                      | Haru Kuroki (Fune o amu (舟を編む), Sōgen no isu (草原の椅子) et Flower of Shanidar (シャニダールの花, Shanidaru no hana)                                                                            | [ 61 ] |
| 2013  | Meilleur film étranger               | Gravity, États-Unis | [ 61 ] |
| 2013  | Contribution spéciale                | Nagisa Ōshima, Rentarō Mikuni | [ 61 ] |
| 2014  | Meilleur film                        | Samurai Hustle (超高速!参勤交代, Chōkōsoku! Sankin Kōtai) | [ 62 ] |
| 2014  | Meilleur réalisateur                 | Mipo O (The Light Shines Only There (そこのみにて光輝く, Soko nomi nite hikari kagayaku) | [ 62 ] |
| 2014  | Meilleur acteur                      | Tadanobu Asano (My Man (私の男, Watashi no Otoko) | [ 62 ] |
| 2014  | Meilleur actrice                     | Sakura Andō (0.5 mm (0.5ミリ), 100 Yen Love (百円の恋, Hyakuen no koi) | [ 62 ] |
| 2014  | Meilleur acteur dans un second rôle  | Sōsuke Ikematsu (Pale Moon (紙の月, Kami no tsuki), Umi wo kanjiru toki (海を感じる時) et Bokutachi no kazoku (ぼくたちの家族)                                                                       | [ 62 ] |
| 2014  | Meilleur actrice dans un second rôle | Satomi Kobayashi (Pale Moon) | [ 62 ] |
| 2014  | Meilleur espoir                      | Fuka Koshiba (Majo no takkyūbin (魔女の宅急便) | [ 62 ] |
| 2014  | Meilleur film étranger               | Jersey Boys, États-Unis | [ 62 ] |
| 2015  | Meilleur film                        | Le Jour le plus long du Japon (日本のいちばん長い日, Nippon no ichiban nagai hi) | [ 63 ] |
| 2015  | Meilleur réalisateur                 | Ryōsuke Hashiguchi (Three Stories of Love (恋人たち, Koibitotachi) | [ 63 ] |
| 2015  | Meilleur acteur                      | Yo Oizumi (Kakekomi (駆込み女と駆出し男, Kakekomi onna to kakedashi otoko) | [ 63 ] |
| 2015  | Meilleur actrice                     | Kasumi Arimura (Strobe Edge (ストロボ・エッジ, Sutorobo Ejji) et Flying Colors (ビリギャル, Biri Gyaru)                                                                                              | [ 63 ] |
| 2015  | Meilleur acteur dans un second rôle  | Masahiro Motoki (Le Jour le plus long du Japon et Tenkū no hachi (天空の蜂) | [ 63 ] |
| 2015  | Meilleur actrice dans un second rôle | Yō Yoshida (Flying Colors, Nōnai Poison Berry (脳内ボイズンベリー) et The Pearls of the Stone Man (愛を積むひと, Ai o Tsumu Hito)                                                                    | [ 63 ] |
| 2015  | Meilleur espoir                      | Anna Ishii (Gāruzu suteppu (ガールズ・ステップ) et Solomon's Perjury (ソロモンの偽証, Soromon no gishō)                                                                                              | [ 63 ] |
| 2015  | Meilleur film étranger               | Mad Max: Fury Road, Australie | [ 63 ] |
| 2016  | Meilleur film                        | Godzilla Resurgence (シン・ゴジラ, Shin Gojira) | [ 64 ] |
| 2016  | Meilleur réalisateur                 | Sunao Katabuchi (Dans un recoin de ce monde (この世界の片隅に, Kono sekai no katasumi ni) | [ 64 ] |
| 2016  | Meilleur acteur                      | Ken'ichi Matsuyama (Satoshi: A Move for Tomorrow (聖の青春, Satoshi no Seishun) | [ 64 ] |
| 2016  | Meilleur actrice                     | Shinobu Ōtake (Gosaigyō no onna (後妻業の女) | [ 64 ] |
| 2016  | Meilleur acteur dans un second rôle  | Lily Franky (Scoop! et Satoshi no seishun (聖の青春) | [ 64 ] |
| 2016  | Meilleur actrice dans un second rôle | Hana Sugisaki (Her Love Boils Bathwater (湯を沸かすほどの熱い愛, Yu wo wakasuhodo no atsui ai) | [ 64 ] |
| 2016  | Meilleur espoir                      | Izumi Okamura (haudes gymnopédies (ジムノペディに乱れる, Jimunopedi ni midareru) | [ 64 ] |
| 2016  | Contribution spéciale                | Your Name. (君の名は。, Kimi no na wa.) | [ 64 ] |
| 2016  | Meilleur film étranger               | Rogue One: A Star Wars Story, États-Unis | [ 64 ] |
| 2017  | Meilleur film                        | Wilderness (あゝ、荒野, Ā, Kōya) | [ 65 ] |
| 2017  | Meilleur réalisateur                 | Kazuya Shiraishi (Birds Without Names (彼女がその名を知らない鳥たち, Kanojo ga sono na o shiranai toritachi)                                                                                         | [ 65 ] |
| 2017  | Meilleur acteur                      | Sadao Abe (Birds Without Names) | [ 65 ] |
| 2017  | Meilleur actrice                     | Yui Aragaki (Mix (ミックス, Mikkusu) | [ 65 ] |
| 2017  | Meilleur acteur dans un second rôle  | Yūsuke Santamaria (Wilderness (あゝ、荒野, Ā, Kōya) et Dorobō yakusha (泥棒役者) | [ 65 ] |
| 2017  | Meilleur actrice dans un second rôle | Yuki Saitō (The Third Murder (三度目の殺人, Sandome no satsujin) | [ 65 ] |
| 2017  | Meilleur espoir                      | Shizuka Ishibashi (The Tokyo Night Sky Is Always the Densest Shade of Blue (夜空はいつでも最高密度の青色だ, Yozora wa itsu demo saikō mitsudo no aoiro da)                                           | [ 65 ] |
| 2017  | Meilleur film étranger               | Les Figures de l'ombre (Hidden Figures), États-Unis | [ 65 ] |
| 2018  | Meilleur film                        | Ne coupez pas ! (カメラを止めるな！, Kamera o tomeru na!) | [ 66 ] |
| 2018  | Meilleur réalisateur                 | Kazuya Shiraishi (The Blood of Wolves (孤狼の血, Korō no chi), Dare to Stop Us (止められるか、俺たちを, Tomerareru ka, kimitachi o) et Sanī 32 (サニー/32)                                           | [ 66 ] |
| 2018  | Meilleur acteur                      | Hiroshi Tachi (Owatta hito (終わった人) | [ 66 ] |
| 2018  | Meilleur actrice                     | Mugi Kadowaki (Dare to Stop Us) | [ 66 ] |
| 2018  | Meilleur acteur dans un second rôle  | Tōri Matsuzaka (The Blood of Wolves) | [ 66 ] |
| 2018  | Meilleur actrice dans un second rôle | Mayu Matsuoka (Une affaire de famille (万引き家族, Manbiki kazoku) et Chihayafuru (ちはやふる, Chihayafuru)                                                                                          | [ 66 ] |
| 2018  | Meilleur espoir                      | Sara Minami (Shino Cannot Say Her Own Name (志乃ちゃんは自分の名前が言えない, Shino-chan wa jibun no namae ga ienai)                                                                                 | [ 66 ] |
| 2018  | Meilleur film étranger               | Bohemian Rhapsody, États-Unis/ Royaume-Uni | [ 66 ] |
| 2019  | Meilleur film                        | Tonde Saitama (翔んで埼玉) | [ 67 ] |
| 2019  | Meilleur réalisateur                 | Tetsuya Mariko (From Miyamoto to You (宮本から君へ, Miyamoto kara Kimi e) | [ 67 ] |
| 2019  | Meilleur acteur                      | Kiichi Nakai (Kioku ni gozaimasen (記憶にございません!) | [ 67 ] |
| 2019  | Meilleur actrice                     | Masami Nagasawa (The Confidence Man JP: The Movie (コンフィデンスマンJP the movie / コンフィデンスマンJP -ロマンス編-, Konfidensu Man JP the movie)                                                  | [ 67 ] |
| 2019  | Meilleur acteur dans un second rôle  | Ryō Yoshizawa (Kingdom (キングダム, Kingudamu) | [ 67 ] |
| 2019  | Meilleur actrice dans un second rôle | MEGUMI (Typhoon Family (台風家族, Taifū Kazoku) et Hitoyo (ひとよ) | [ 67 ] |
| 2019  | Meilleur espoir                      | Nagisa Sekimizu (Machida-kun no Sekai (町田くんの世界) | [ 67 ] |
| 2019  | Meilleur film étranger               | Joker, Canada/ États-Unis | [ 67 ] |

### Années 2020
| Année | Catégorie                            | Gagnant | Source |
| ----- | ------------------------------------ | --- | ------ |
| 2020  | Meilleur film                        | Fukushima 50 (フクシマ フィフティ) | [ 68 ] |
| 2020  | Meilleur réalisateur                 | Ryota Nakano (La Famille Asada (浅田家!, Asada-ke!) | [ 68 ] |
| 2020  | Meilleur acteur                      | Tsuyoshi Kusanagi (Midnight Swan (ミッドナイトスワン, Middonaito suwan) | [ 68 ] |
| 2020  | Meilleure actrice                    | Masami Nagasawa (The Confidence Man JP: Princess (コンフィデンスマンJP -プリンセス編-, Konfidensuman JP Purinsesu-hen) et Le Lien du sang (MOTHER マザー, Mother: Mazā)                                                                           | [ 68 ] |
| 2020  | Meilleur acteur dans un second rôle  | Ryo Narita (Stolen Identity 2 (スマホを落としただけなのに 囚われの殺人鬼, Sumaho wo otoshita dake na no ni: Toraware no satsujinki), Tapestry (糸, Ito) et Le Jeu du chat et de la souris (窮鼠はチーズの夢を見る, Kyūso wa chīzu no yume o miru) | [ 68 ] |
| 2020  | Meilleur actrice dans un second rôle | Sairi Itō (Gekijo (劇場), Junihitoe wo Kita Akuma (十二単衣を着た悪魔) et Hoteru royaru (ホテルローヤル) | [ 68 ] |
| 2020  | Meilleur espoir                      | Daiken Okudaira (Le Lien du sang) | [ 68 ] |
| 2020  | Meilleur film étranger               | Parasite, Corée du Sud | [ 68 ] |
| 2021  | Meilleur film                        | Korō no Chi Level 2 (孤狼の血 LEVEL2) | [ 69 ] |
| 2021  | Meilleur réalisateur                 | Miwa Nishikawa (Subarashiki sekai (すばらしき世界) | [ 69 ] |
| 2021  | Meilleur acteur                      | Jun'ichi Okada (Baragaki: Unbroken Samurai (燃えよ剣, Moeyo ken), The Fable: The Killer Who Doesn't Kill/The Fable: Chapter Two (ザ・ファブル 殺さない殺し屋, The Fable: Korosanai Koroshiya)                                                     | [ 69 ] |
| 2021  | Meilleure actrice                    | Mei Nagano (Soshite, baton wa watasareta (そして、バトンは渡された) et Hell's Garden (地獄の花園, Jigoku no Hanazono) | [ 69 ] |
| 2021  | Meilleur acteur dans un second rôle  | Taiga Nakano (Subarashiki sekai (すばらしき世界) | [ 69 ] |
| 2021  | Meilleur actrice dans un second rôle | Tōko Miura (Drive My Car (ドライブ・マイ・カー, Doraibu mai kā) | [ 69 ] |
| 2021  | Meilleur espoir                      | Yūmi Kawai (Yūko no tenbin (由宇子の天秤) et Summer film ni notte (サマーフィルムにのって) | [ 69 ] |
| 2021  | Meilleur film étranger               | Mourir peut attendre, États-Unis/ Royaume-Uni | [ 69 ] |
| 2022  | Meilleur film                        | A Man (ある男, Aru otoko) | [ 70 ] |
| 2022  | Meilleur réalisateur                 | Chie Hayakawa (Plan 75) | [ 70 ] |
| 2022  | Meilleur acteur                      | Kazunari Ninomiya (Tang (TANG タング) et From Siberia with Love (ラーゲリより愛を込めて, Rāgeri yori ai o komete) | [ 70 ] |
| 2022  | Meilleur actrice                     | Chieko Baishō (Plan 75) | [ 70 ] |
| 2022  | Meilleur acteur dans un second rôle  | Kazuki Iio (Chinmoku no Paredo (沈黙のパレード) | [ 70 ] |
| 2022  | Meilleur actrice dans un second rôle | Nana Seino (Kingdom II: Harukanaru Daichi e (キングダム2 遥かなる大地へ), Offbeat Cops (異動辞令は音楽隊!, Ido Jirei wa Ongakutai!) et A Man) | [ 70 ] |
| 2022  | Meilleur espoir                      | Kōki (Ushikubi Village (牛首村) | [ 70 ] |
| 2022  | Meilleur film étranger               | Top Gun : Maverick, États-Unis | [ 70 ] |
| 2023  | Meilleur film                        | Godzilla Minus One (ゴジラ－１．０, Gojira Mainasu Wan) | [ 71 ] |
| 2023  | Meilleur réalisateur                 | Yūya Ishii (The Moon (月, Tsuki) et Masked Hearts (愛にイナズマ, Ai Ni Inazuma) | [ 71 ] |
| 2023  | Meilleur acteur                      | Ryūnosuke Kamiki (Godzilla Minus One et We're broke, my lord (大名倒産, Daimyo Tosan) | [ 71 ] |
| 2023  | Meilleur actrice                     | Sayuri Yoshinaga (Mom, Is That You?! (こんにちは、母さん, Konnichiwa, Kāsan) | [ 71 ] |
| 2023  | Meilleur acteur dans un second rôle  | Kōichi Satō (Masked Hearts et Okiku and the World (せかいのおきく, Sekai no Okiku) | [ 71 ] |
| 2023  | Meilleur actrice dans un second rôle | Minami Hamabe (Godzilla Minus One et Shin Kamen Rider (シン・仮面ライダー, Shin Kamen Raidā) | [ 71 ] |
| 2023  | Meilleur espoir                      | Soya Kurokawa (L'Innocence (怪物, Kaibutsu) | [ 71 ] |
| 2023  | Meilleur film étranger               | Super Mario Bros. le film, États-Unis | [ 71 ] |
| 2024  | Meilleur film                        | A Samurai in Time (侍タイムスリッパー, Samurai taimusurippā) | [ 72 ] |
| 2024  | Meilleur réalisateur                 | Yū Irie (Ann (あんのこと, An no koto) | [ 72 ] |
| 2024  | Meilleur acteur                      | Makiya Yamaguchi (A Samurai in Time) | [ 72 ] |
| 2024  | Meilleur actrice                     | Yūmi Kawai (Ann et Desert of Namibia (ナミビアの砂漠, Namibia no sabaku) | [ 72 ] |
| 2024  | Meilleur acteur dans un second rôle  | Takao Ōsawa (Kingdom 4 : Le retour du grand général (キングダム 大将軍の帰還, Kingudamu Daishōgun no kikan) | [ 72 ] |
| 2024  | Meilleur actrice dans un second rôle | Kyōko Koizumi (Silence of the Sea (海の沈黙, Umi no chinmoku) et Le Joueur de go (碁盤斬り, Gobangiri) | [ 72 ] |
| 2024  | Meilleur espoir                      | Ikoi Hayase (Worlds Apart (違国日記, Ikoku Nikki) et Sana: Let Me Hear (あのコはだぁれ?, Ano Ko wa Dare?) | [ 72 ] |
| 2024  | Meilleur film étranger               | Oppenheimer, États-Unis/ Royaume-Uni | [ 72 ] |

## Palmarès 1990

### Meilleur film étranger
- Piège de cristal (Die Hard) – John McTiernan •  États-Unis